# Henrik Christiansen (biskop)
 Der er flere personer med dette navn, se Henrik Christiansen.
Henrik Christiansen (født 30. november 1921 i København, død 16. september 2011 i Aalborg) var en dansk biskop  over Aalborg Stift 1975-1991. Han var far til Marianne Christiansen, som også blev biskop, men over Haderslev Stift.,
Henrik Christiansen er begravet på Garnisons Kirkegård.
Han var ikke dekoreret og må altså have afslået at modtage Dannebrogordenen.